# Еак (тиран Самоса)
Еак або Аякс Молодший (*Αἰάκης, д/н — 479 до н. е.) — тиран Самоса у 515–500 та 494–479 роках до н. е.

## Життєпис
Син тирана Сілосона Молодшого. Після смерті останнього у 515 році успадкував владу. Зберіг вірність перському царю Дарію I. 514 року до н. е. супроводжував царя у скіфському поході. Разом з іншими тиранами стояв біля Дунайського мосту. У 500 році до н. е. очільник Іонійського повстання Аристагор повалив Еака, який втік до персів. Перед битвою при Ладе вмовив більшу частину самоського флоту залишити повсталих іонійців, чим сприяв поразці останніх.
В 494 році до н. е. відновлений у володінні Самосом. Зберіг свою владу до самої смерті у 479 році до н. е.